# 쿠루마다 마사미
쿠루마다 마사미(車田 正美 구루마다 마사미[*], 1953년 12월 6일 ~ )는 일본의 만화가이자 작가이다. 《링에 걸어라》, 《세인트 세이야》, 《B't X》 등 인기 만화의 작가로 유명하다. 쿠루마다의 남자 주인공은 진정한 남자에 대한 전통적, 근대적 사회의 전형을 반영한 것이다. 이러한 남자 캐릭터들은 종종 매우 남성적인 성격을 나타내며, 희생과 이타심, 진정한 영웅주의를 통하여 용기와 남성적인 완벽함을 달성하는 것을 추구한다.

## 경력
쿠루마다의 첫 번째 작품은 《오토코 라쿠》로, 이 작품으로 만화 공모전에서 입상하여, 프로 만화가의 어시스턴트가 되었다. 이후 1974년에 《스케반 아라시》를 발표하면서 프로 만화가로 데뷔하였고, 3년 후에 쿠루마다가 가장 좋아하는 작품이라고 밝힌 《링에 걸어라》를 발표하면서 첫 번째 상업적 성공을 달성하였다. 《링에 걸어라》로 쿠루마다는 인기 만화가로서의 명성을 얻었다.

## 스타일
동시대의 만화가와 같은 방식으로, 쿠루마다도 테즈카 오사무의 스타 시스템을 차용하였는데, 이것으로 인하여 그의 작품의 주요 캐릭터들은 《링에 걸어라》의 주인공인 타카네 류지와 유사하다.
쿠루마다의 작화 스타일은 매우 고전적으며, 1960년대와 1970년대에 지배적이었던 만화/아니메 스타일을 연상시킨다. 또한 낮은 시점에서 보는 것과 같이 캐릭터를 그리기도 한다. 구루마다의 작화는 거칠게 보일 수 있으나 그의 예술적인 테크닉이 발전하고 있음은 과거의 작품과 현재의 작품의 비교해 보면 명백하다.
쿠루마다의 작품에서 반복되는 주제는 우정, 용기, 희생이다. 남성적인 미덕과 성격, 진실함, 존경은 그의 캐릭터에서 찾을 수 있는 요소이다. 여성 캐릭터는 남성 캐릭터보다는 비중이 작은 역할을 맡지만, 《링에 걸어라》의 타카네 키쿠, 《세인트 세이야》의 키도 사오리 등 중요한 역할의 여성 캐릭터도 찾을 수 있다.